# Gent-Wevelgem for kvinder 2019
Den 8. udgave af Gent-Wevelgem for kvinder blev afholdt den 31. marts 2019. Det var den femte konkurrence i UCI Women's World Tour 2019. Det blev vundet af hollandske Kirsten Wild fra WNT-Rotor.

## Hold og ryttere
| UCI Women's Teams (24)- Alé Cipollini - Aromitalia Vaiano - Astana Women's - Biehler Pro Cycling - Bigla - Boels Dolmans - BTC City Ljubljana - Canyon-SRAM Racing - CCC-Liv - Doltcini-Van Eyck Sport - Drops - FDJ-Nouvelle Aquitaine-Futuroscope - Health Mate-Ladies Team - Hitec Products - Lotto Soudal Ladies - Mitchelton-Scott - Movistar Team - Parkhotel Valkenburg-Destil - Sunweb Women - Tibco-Silicon Valley Bank - Trek-Segafredo - Valcar Cylance - Virtu Cycling Women - WNT-Rotor Pro Cycling |
| |

### Danske ryttere
- Amalie Dideriksen kørte for Boels-Dolmans
- Christina Siggaard kørte for Team Virtu Cycling Women
- Cecilie Uttrup Ludwig kørte for Bigla Pro Cycling
- Julie Leth kørte for Bigla Pro Cycling
- Pernille Mathiesen kørte for Team Sunweb

## Klassement

### Endeligt klassement
| \| Samlede stilling \| Samlede stilling \| Samlede stilling \| Samlede stilling \| Samlede stilling \| \| Rytter \| Rytter \| Hold \| Tid \| \| \| ---------------- \| ------------------- \| --------------------- \| ---------------- \| ---------------- \| \| 1. \| Kirsten Wild \| WNT-Rotor Pro Cycling \| 3t 33' 34" \| \| \| 2. \| Lorena Wiebes \| Parkhotel Valkenburg \| + 0" \| \| \| 3. \| Letizia Paternoster \| Trek-Segafredo \| + 0" \| \| \| 4. \| Marta Bastianelli \| Virtu Cycling Women \| + 0" \| \| \| 5. \| Amy Pieters \| Boels Dolmans \| + 0" \| \| \| 6. \| Lotte Kopecky \| Lotto Soudal Ladies \| + 0" \| \| \| 7. \| Michela Balducci \| Aromitalia Vaiano \| + 0" \| \| \| 8. \| Elena Cecchini \| Canyon-SRAM Racing \| + 0" \| \| \| 9. \| Elisa Balsamo \| Valcar Cylance \| + 0" \| \| \| 10. \| Marta Cavalli \| Valcar Cylance \| + 0" \| \| |                     |                       |            |
| |                     |                       |            |
| Kilde: ProCyclingStats |                     |                       |            |
| Samlede stilling |                     |                       |            |
| Rytter | Rytter              | Hold                  | Tid        |
| 1. | Kirsten Wild        | WNT-Rotor Pro Cycling | 3t 33' 34" |
| 2. | Lorena Wiebes       | Parkhotel Valkenburg  | + 0"       |
| 3. | Letizia Paternoster | Trek-Segafredo        | + 0"       |
| 4. | Marta Bastianelli   | Virtu Cycling Women   | + 0"       |
| 5. | Amy Pieters         | Boels Dolmans         | + 0"       |
| 6. | Lotte Kopecky       | Lotto Soudal Ladies   | + 0"       |
| 7. | Michela Balducci    | Aromitalia Vaiano     | + 0"       |
| 8. | Elena Cecchini      | Canyon-SRAM Racing    | + 0"       |
| 9. | Elisa Balsamo       | Valcar Cylance        | + 0"       |
| 10. | Marta Cavalli       | Valcar Cylance        | + 0"       |

## Startliste
| Virtu Cycling Women TVC | Virtu Cycling Women TVC            | Virtu Cycling Women TVC |
| ----------------------- | ---------------------------------- | ----------------------- |
| Nr.                     | Rytter                             | Placering               |
| 1                       | Marta Bastianelli (ITA) (landevej) | 4.                      |
| 2                       | Sofia Bertizzolo (ITA)             | 86.                     |
| 3                       | Barbara Guarischi (ITA)            | 57.                     |
| 4                       | Mieke Kröger (GER)                 | DNF                     |
| 5                       | Christina Siggaard (DEN)           | DNF                     |
| 6                       | Anouska Koster (NED)               | 52.                     |

| Lotto Soudal Ladies LSL | Lotto Soudal Ladies LSL       | Lotto Soudal Ladies LSL |
| ----------------------- | ----------------------------- | ----------------------- |
| Nr.                     | Rytter                        | Placering               |
| 11                      | Annelies Dom (BEL) (landevej) | 49.                     |
| 12                      | Dani Christmas (GBR)          | DNF                     |
| 13                      | Demi de Jong (NED)            | 36.                     |
| 14                      | Alana Castrique (BEL)         | DNF                     |
| 15                      | Lotte Kopecky (BEL)           | 6.                      |
| 16                      | Kelly Van den Steen (BEL)     | 34.                     |

| Boels Dolmans DLT | Boels Dolmans DLT                  | Boels Dolmans DLT |
| ----------------- | ---------------------------------- | ----------------- |
| Nr.               | Rytter                             | Placering         |
| 21                | Chantal Blaak (NED) (landevej)     | 71.               |
| 22                | Skylar Schneider (USA)             | 58.               |
| 23                | Jip van den Bos (NED)              | 72.               |
| 24                | Amy Pieters (NED)                  | 5.                |
| 25                | Amalie Dideriksen (DEN) (landevej) | 42.               |
| 26                | Christine Majerus (LUX) (landevej) | 48.               |

| Alé Cipollini ALE | Alé Cipollini ALE             | Alé Cipollini ALE |
| ----------------- | ----------------------------- | ----------------- |
| Nr.               | Rytter                        | Placering         |
| 31                | Romy Kasper (GER)             | 96.               |
| 32                | Chloe Hosking (AUS)           | 21.               |
| 33                | Soraya Paladin (ITA)          | 55.               |
| 34                | Nadia Quagliotto (ITA)        | 80.               |
| 35                | Anna Trevisi (ITA)            | 99.               |
| 36                | Eri Yonamine (JPN) (landevej) | 64.               |

| Aromitalia Vaiano VAI | Aromitalia Vaiano VAI           | Aromitalia Vaiano VAI |
| --------------------- | ------------------------------- | --------------------- |
| Nr.                   | Rytter                          | Placering             |
| 41                    | Michela Balducci (ITA)          | 7.                    |
| 42                    | Letizia Borghesi (ITA)          | 43.                   |
| 43                    | Carmela Cipriani (ITA)          | 39.                   |
| 44                    | Rasa Leleivytė (LTU) (landevej) | 26.                   |
| 45                    | Giulia Marchesini (ITA)         | DNF                   |
| 46                    | Sofia Beggin (ITA)              | 67.                   |

| Astana Women's Team ASA | Astana Women's Team ASA         | Astana Women's Team ASA |
| ----------------------- | ------------------------------- | ----------------------- |
| Nr.                     | Rytter                          | Placering               |
| 51                      | Marie-Soleil Blais (CAN)        | DNF                     |
| 52                      | Elena Pirrone (ITA)             | 50.                     |
| 53                      | Makhabbat Umutzhanova (KAZ)     | DNF                     |
| 54                      | Lizbeth Salazar (MEX)           | 98.                     |
| 55                      | Olha Sjekel (UKR) (landevej)    | DNF                     |
| 56                      | Arlenis Sierra (CUB) (landevej) | 14.                     |

| Biehler Pro Cycling BPC | Biehler Pro Cycling BPC  | Biehler Pro Cycling BPC |
| ----------------------- | ------------------------ | ----------------------- |
| Nr.                     | Rytter                   | Placering               |
| 61                      | Natalie van Gogh (NED)   | 40.                     |
| 62                      | Teuntje Beekhuis (NED)   | DNF                     |
| 63                      | Henrietta Colborne (GBR) | 17.                     |
| 64                      | Merel Hofman (NED)       | DNF                     |
| 65                      | Quinty Ton (NED)         | DNF                     |
| 66                      | Nienke Wasmus (NED)      | DNF                     |

| Bigla BIG | Bigla BIG                     | Bigla BIG |
| --------- | ----------------------------- | --------- |
| Nr.       | Rytter                        | Placering |
| 71        | Julie Leth (DEN)              | 20.       |
| 72        | Mikayla Harvey (NZL)          | DNF       |
| 73        | Maria Vittoria Sperotto (ITA) | 29.       |
| 74        | Leah Thomas (USA)             | 70.       |
| 75        | Cecilie Uttrup Ludwig (DEN)   | 54.       |
| 76        | Sophie Wright (GBR)           | 94.       |

| BTC City Ljubljana BTC | BTC City Ljubljana BTC   | BTC City Ljubljana BTC |
| ---------------------- | ------------------------ | ---------------------- |
| Nr.                    | Rytter                   | Placering              |
| 81                     | Maaike Boogaard (NED)    | 32.                    |
| 82                     | Hayley Simmonds (GBR)    | DNF                    |
| 83                     | Anastasia Chursina (RUS) | DNF                    |
| 84                     | Hanna Nilsson (SWE)      | 46.                    |
| 85                     | Urša Pintar (SLO)        | DNF                    |
| 86                     | Monique van de Ree (NED) | DNF                    |

| Canyon-SRAM Racing CSR | Canyon-SRAM Racing CSR     | Canyon-SRAM Racing CSR |
| ---------------------- | -------------------------- | ---------------------- |
| Nr.                    | Rytter                     | Placering              |
| 91                     | Alice Barnes (GBR)         | 78.                    |
| 92                     | Hannah Barnes (GBR)        | 87.                    |
| 93                     | Elena Cecchini (ITA)       | 8.                     |
| 94                     | Katarzyna Niewiadoma (POL) | 84.                    |
| 95                     | Lisa Klein (GER)           | 31.                    |
| 96                     | Alexis Ryan (USA)          | 85.                    |

| CCC-Liv CCC | CCC-Liv CCC                             | CCC-Liv CCC |
| ----------- | --------------------------------------- | ----------- |
| Nr.         | Rytter                                  | Placering   |
| 101         | Marianne Vos (NED)                      | 13.         |
| 102         | Jeanne Korevaar (NED)                   | 75.         |
| 103         | Evy Kuijpers (NED)                      | 81.         |
| 104         | Marta Lach (POL)                        | DNF         |
| 105         | Ashleigh Moolman-Pasio (RSA) (landevej) | 28.         |
| 106         | Valerie Demey (BEL)                     | DNF         |

| Doltcini-Van Eyck Sport DVE | Doltcini-Van Eyck Sport DVE     | Doltcini-Van Eyck Sport DVE |
| --------------------------- | ------------------------------- | --------------------------- |
| Nr.                         | Rytter                          | Placering                   |
| 111                         | Daniela Reis (POR) (landevej)   | 44.                         |
| 112                         | Séverine Eraud (FRA)            | 91.                         |
| 113                         | Pascale Jeuland-Tranchant (FRA) | 22.                         |
| 114                         | Bryony van Velzen (NED)         | DNF                         |
| 115                         | Saartje Vandenbroucke (BEL)     | DNF                         |
| 116                         | Jesse Vandenbulcke (BEL)        | 11.                         |

| Drops DRP | Drops DRP                | Drops DRP |
| --------- | ------------------------ | --------- |
| Nr.       | Rytter                   | Placering |
| 121       | Grace Anderson (NZL)     | DNF       |
| 122       | Elizabeth Holden (GBR)   | 41.       |
| 123       | Anna Christian (GBR)     | 95.       |
| 124       | Abby-Mae Parkinson (GBR) | 45.       |
| 125       | Hannah Payton (GBR)      | DNF       |
| 126       | Lucy Shaw (GBR)          | DNF       |

| FDJ-Nouvelle Aquitaine-Futuroscope FDJ | FDJ-Nouvelle Aquitaine-Futuroscope FDJ | FDJ-Nouvelle Aquitaine-Futuroscope FDJ |
| -------------------------------------- | -------------------------------------- | -------------------------------------- |
| Nr.                                    | Rytter                                 | Placering                              |
| 131                                    | Charlotte Becker (GER)                 | 68.                                    |
| 132                                    | Charlotte Bravard (FRA)                | 37.                                    |
| 133                                    | Eugénie Duval (FRA)                    | 60.                                    |
| 134                                    | Emilia Fahlin (SWE) (landevej)         | 18.                                    |
| 135                                    | Lauren Kitchen (AUS)                   | 47.                                    |
| 136                                    | Greta Richioud (FRA)                   | DNF                                    |

| Health Mate-Ladies Team HMT | Health Mate-Ladies Team HMT   | Health Mate-Ladies Team HMT |
| --------------------------- | ----------------------------- | --------------------------- |
| Nr.                         | Rytter                        | Placering                   |
| 141                         | Lara Defour (BEL)             | DNF                         |
| 142                         | Sara Mustonen (SWE)           | 12.                         |
| 143                         | Christina Schweinberger (AUT) | 89.                         |
| 144                         | Kathrin Schweinberger (AUT)   | 97.                         |
| 145                         | Zsófia Szabó (HUN)            | DNF                         |
| 146                         | Kirstie van Haaften (NED)     | DNF                         |

| Hitec Products-Birk Sport HPU | Hitec Products-Birk Sport HPU | Hitec Products-Birk Sport HPU |
| ----------------------------- | ----------------------------- | ----------------------------- |
| Nr.                           | Rytter                        | Placering                     |
| 151                           | Lucy Garner (GBR)             | DNF                           |
| 152                           | Ingvild Gåskjenn (NOR)        | DNF                           |
| 153                           | Vita Heine (NOR) (landevej)   | DNF                           |
| 154                           | Julie Meyer Solvang (NOR)     | DNF                           |
| 155                           | Chanella Stougje (NED)        | DNF                           |
| 156                           | Lonneke Uneken (NED)          | 88.                           |

| Mitchelton-Scott MTS | Mitchelton-Scott MTS  | Mitchelton-Scott MTS |
| -------------------- | --------------------- | -------------------- |
| Nr.                  | Rytter                | Placering            |
| 161                  | Jessica Allen (AUS)   | DNF                  |
| 162                  | Grace Brown (AUS)     | 56.                  |
| 163                  | Gracie Elvin (AUS)    | 33.                  |
| 164                  | Sarah Roy (AUS)       | 38.                  |
| 165                  | Moniek Tenniglo (NED) | 51.                  |
| 166                  | Amanda Spratt (AUS)   | 79.                  |

| Movistar Team MOV | Movistar Team MOV                    | Movistar Team MOV |
| ----------------- | ------------------------------------ | ----------------- |
| Nr.               | Rytter                               | Placering         |
| 171               | Aude Biannic (FRA) (landevej)        | 61.               |
| 172               | Roxane Fournier (FRA)                | 19.               |
| 173               | Alicia González Blanco (ESP)         | 59.               |
| 174               | Sheyla Gutiérrez (ESP)               | 62.               |
| 175               | Małgorzata Jasińska (POL) (landevej) | DNF               |
| 176               | Gloria Rodríguez (ESP)               | DNF               |

| Parkhotel Valkenburg PHV | Parkhotel Valkenburg PHV | Parkhotel Valkenburg PHV |
| ------------------------ | ------------------------ | ------------------------ |
| Nr.                      | Rytter                   | Placering                |
| 181                      | Ann-Sophie Duyck (BEL)   | 93.                      |
| 182                      | Marit Raaijmakers (NED)  | 65.                      |
| 183                      | Nina Buysman (NED)       | 90.                      |
| 184                      | Roxane Knetemann (NED)   | 66.                      |
| 185                      | Demi Vollering (NED)     | 35.                      |
| 186                      | Lorena Wiebes (NED)      | 2.                       |

| Sunweb SUN | Sunweb SUN                    | Sunweb SUN |
| ---------- | ----------------------------- | ---------- |
| Nr.        | Rytter                        | Placering  |
| 191        | Lucinda Brand (NED)           | 69.        |
| 192        | Pernille Mathiesen (DEN)      | DNF        |
| 193        | Leah Kirchmann (CAN)          | 24.        |
| 194        | Floortje Mackaij (NED)        | 53.        |
| 195        | Coryn Rivera (USA) (landevej) | 23.        |
| 196        | Julia Soek (NED)              | DNF        |

| Tibco-Silicon Valley Bank TIB | Tibco-Silicon Valley Bank TIB | Tibco-Silicon Valley Bank TIB |
| ----------------------------- | ----------------------------- | ----------------------------- |
| Nr.                           | Rytter                        | Placering                     |
| 201                           | Brodie Chapman (AUS)          | 82.                           |
| 202                           | Lauren Stephens (USA)         | DNF                           |
| 203                           | Alison Jackson (CAN)          | 25.                           |
| 204                           | Nina Kessler (NED)            | 16.                           |
| 205                           | Kendall Ryan (USA)            | DNF                           |
| 206                           | Rozanne Slik (NED)            | 30.                           |

| Trek-Segafredo TFS | Trek-Segafredo TFS             | Trek-Segafredo TFS |
| ------------------ | ------------------------------ | ------------------ |
| Nr.                | Rytter                         | Placering          |
| 211                | Ellen van Dijk (NED)           | 76.                |
| 212                | Lotta Lepistö (FIN) (landevej) | 15.                |
| 213                | Elisa Longo Borghini (ITA)     | 77.                |
| 214                | Letizia Paternoster (ITA)      | 3.                 |
| 215                | Lauretta Hanson (AUS)          | DNF                |
| 216                | Trixi Worrack (GER)            | 100.               |

| Valcar Cylance VAL | Valcar Cylance VAL              | Valcar Cylance VAL |
| ------------------ | ------------------------------- | ------------------ |
| Nr.                | Rytter                          | Placering          |
| 221                | Elisa Balsamo (ITA)             | 9.                 |
| 222                | Marta Cavalli (ITA) (landevej)  | 10.                |
| 223                | Maria Giulia Confalonieri (ITA) | 27.                |
| 224                | Silvia Pollicini (ITA)          | DNF                |
| 225                | Silvia Persico (ITA)            | 83.                |
| 226                | Ilaria Sanguineti (ITA)         | 101.               |

| WNT-Rotor Pro Cycling WNT | WNT-Rotor Pro Cycling WNT     | WNT-Rotor Pro Cycling WNT |
| ------------------------- | ----------------------------- | ------------------------- |
| Nr.                       | Rytter                        | Placering                 |
| 231                       | Kirsten Wild (NED)            | 1.                        |
| 232                       | Gabrielle Pilote Fortin (CAN) | DNF                       |
| 233                       | Claudia Koster (NED)          | 92.                       |
| 234                       | Sarah Rijkes (AUT)            | 74.                       |
| 235                       | Lara Vieceli (ITA)            | 63.                       |
| 236                       | Lisa Brennauer (GER)          | 73.                       |

| Virtu Cycling Women TVC | Virtu Cycling Women TVC            | Virtu Cycling Women TVC |
| ----------------------- | ---------------------------------- | ----------------------- |
| Nr.                     | Rytter                             | Placering               |
| 1                       | Marta Bastianelli (ITA) (landevej) | 4.                      |
| 2                       | Sofia Bertizzolo (ITA)             | 86.                     |
| 3                       | Barbara Guarischi (ITA)            | 57.                     |
| 4                       | Mieke Kröger (GER)                 | DNF                     |
| 5                       | Christina Siggaard (DEN)           | DNF                     |
| 6                       | Anouska Koster (NED)               | 52.                     |

| Lotto Soudal Ladies LSL | Lotto Soudal Ladies LSL       | Lotto Soudal Ladies LSL |
| ----------------------- | ----------------------------- | ----------------------- |
| Nr.                     | Rytter                        | Placering               |
| 11                      | Annelies Dom (BEL) (landevej) | 49.                     |
| 12                      | Dani Christmas (GBR)          | DNF                     |
| 13                      | Demi de Jong (NED)            | 36.                     |
| 14                      | Alana Castrique (BEL)         | DNF                     |
| 15                      | Lotte Kopecky (BEL)           | 6.                      |
| 16                      | Kelly Van den Steen (BEL)     | 34.                     |

| Boels Dolmans DLT | Boels Dolmans DLT                  | Boels Dolmans DLT |
| ----------------- | ---------------------------------- | ----------------- |
| Nr.               | Rytter                             | Placering         |
| 21                | Chantal Blaak (NED) (landevej)     | 71.               |
| 22                | Skylar Schneider (USA)             | 58.               |
| 23                | Jip van den Bos (NED)              | 72.               |
| 24                | Amy Pieters (NED)                  | 5.                |
| 25                | Amalie Dideriksen (DEN) (landevej) | 42.               |
| 26                | Christine Majerus (LUX) (landevej) | 48.               |

| Alé Cipollini ALE | Alé Cipollini ALE             | Alé Cipollini ALE |
| ----------------- | ----------------------------- | ----------------- |
| Nr.               | Rytter                        | Placering         |
| 31                | Romy Kasper (GER)             | 96.               |
| 32                | Chloe Hosking (AUS)           | 21.               |
| 33                | Soraya Paladin (ITA)          | 55.               |
| 34                | Nadia Quagliotto (ITA)        | 80.               |
| 35                | Anna Trevisi (ITA)            | 99.               |
| 36                | Eri Yonamine (JPN) (landevej) | 64.               |

| Aromitalia Vaiano VAI | Aromitalia Vaiano VAI           | Aromitalia Vaiano VAI |
| --------------------- | ------------------------------- | --------------------- |
| Nr.                   | Rytter                          | Placering             |
| 41                    | Michela Balducci (ITA)          | 7.                    |
| 42                    | Letizia Borghesi (ITA)          | 43.                   |
| 43                    | Carmela Cipriani (ITA)          | 39.                   |
| 44                    | Rasa Leleivytė (LTU) (landevej) | 26.                   |
| 45                    | Giulia Marchesini (ITA)         | DNF                   |
| 46                    | Sofia Beggin (ITA)              | 67.                   |

| Astana Women's Team ASA | Astana Women's Team ASA         | Astana Women's Team ASA |
| ----------------------- | ------------------------------- | ----------------------- |
| Nr.                     | Rytter                          | Placering               |
| 51                      | Marie-Soleil Blais (CAN)        | DNF                     |
| 52                      | Elena Pirrone (ITA)             | 50.                     |
| 53                      | Makhabbat Umutzhanova (KAZ)     | DNF                     |
| 54                      | Lizbeth Salazar (MEX)           | 98.                     |
| 55                      | Olha Sjekel (UKR) (landevej)    | DNF                     |
| 56                      | Arlenis Sierra (CUB) (landevej) | 14.                     |

| Biehler Pro Cycling BPC | Biehler Pro Cycling BPC  | Biehler Pro Cycling BPC |
| ----------------------- | ------------------------ | ----------------------- |
| Nr.                     | Rytter                   | Placering               |
| 61                      | Natalie van Gogh (NED)   | 40.                     |
| 62                      | Teuntje Beekhuis (NED)   | DNF                     |
| 63                      | Henrietta Colborne (GBR) | 17.                     |
| 64                      | Merel Hofman (NED)       | DNF                     |
| 65                      | Quinty Ton (NED)         | DNF                     |
| 66                      | Nienke Wasmus (NED)      | DNF                     |

| Bigla BIG | Bigla BIG                     | Bigla BIG |
| --------- | ----------------------------- | --------- |
| Nr.       | Rytter                        | Placering |
| 71        | Julie Leth (DEN)              | 20.       |
| 72        | Mikayla Harvey (NZL)          | DNF       |
| 73        | Maria Vittoria Sperotto (ITA) | 29.       |
| 74        | Leah Thomas (USA)             | 70.       |
| 75        | Cecilie Uttrup Ludwig (DEN)   | 54.       |
| 76        | Sophie Wright (GBR)           | 94.       |

| BTC City Ljubljana BTC | BTC City Ljubljana BTC   | BTC City Ljubljana BTC |
| ---------------------- | ------------------------ | ---------------------- |
| Nr.                    | Rytter                   | Placering              |
| 81                     | Maaike Boogaard (NED)    | 32.                    |
| 82                     | Hayley Simmonds (GBR)    | DNF                    |
| 83                     | Anastasia Chursina (RUS) | DNF                    |
| 84                     | Hanna Nilsson (SWE)      | 46.                    |
| 85                     | Urša Pintar (SLO)        | DNF                    |
| 86                     | Monique van de Ree (NED) | DNF                    |

| Canyon-SRAM Racing CSR | Canyon-SRAM Racing CSR     | Canyon-SRAM Racing CSR |
| ---------------------- | -------------------------- | ---------------------- |
| Nr.                    | Rytter                     | Placering              |
| 91                     | Alice Barnes (GBR)         | 78.                    |
| 92                     | Hannah Barnes (GBR)        | 87.                    |
| 93                     | Elena Cecchini (ITA)       | 8.                     |
| 94                     | Katarzyna Niewiadoma (POL) | 84.                    |
| 95                     | Lisa Klein (GER)           | 31.                    |
| 96                     | Alexis Ryan (USA)          | 85.                    |

| CCC-Liv CCC | CCC-Liv CCC                             | CCC-Liv CCC |
| ----------- | --------------------------------------- | ----------- |
| Nr.         | Rytter                                  | Placering   |
| 101         | Marianne Vos (NED)                      | 13.         |
| 102         | Jeanne Korevaar (NED)                   | 75.         |
| 103         | Evy Kuijpers (NED)                      | 81.         |
| 104         | Marta Lach (POL)                        | DNF         |
| 105         | Ashleigh Moolman-Pasio (RSA) (landevej) | 28.         |
| 106         | Valerie Demey (BEL)                     | DNF         |

| Doltcini-Van Eyck Sport DVE | Doltcini-Van Eyck Sport DVE     | Doltcini-Van Eyck Sport DVE |
| --------------------------- | ------------------------------- | --------------------------- |
| Nr.                         | Rytter                          | Placering                   |
| 111                         | Daniela Reis (POR) (landevej)   | 44.                         |
| 112                         | Séverine Eraud (FRA)            | 91.                         |
| 113                         | Pascale Jeuland-Tranchant (FRA) | 22.                         |
| 114                         | Bryony van Velzen (NED)         | DNF                         |
| 115                         | Saartje Vandenbroucke (BEL)     | DNF                         |
| 116                         | Jesse Vandenbulcke (BEL)        | 11.                         |

| Drops DRP | Drops DRP                | Drops DRP |
| --------- | ------------------------ | --------- |
| Nr.       | Rytter                   | Placering |
| 121       | Grace Anderson (NZL)     | DNF       |
| 122       | Elizabeth Holden (GBR)   | 41.       |
| 123       | Anna Christian (GBR)     | 95.       |
| 124       | Abby-Mae Parkinson (GBR) | 45.       |
| 125       | Hannah Payton (GBR)      | DNF       |
| 126       | Lucy Shaw (GBR)          | DNF       |

| FDJ-Nouvelle Aquitaine-Futuroscope FDJ | FDJ-Nouvelle Aquitaine-Futuroscope FDJ | FDJ-Nouvelle Aquitaine-Futuroscope FDJ |
| -------------------------------------- | -------------------------------------- | -------------------------------------- |
| Nr.                                    | Rytter                                 | Placering                              |
| 131                                    | Charlotte Becker (GER)                 | 68.                                    |
| 132                                    | Charlotte Bravard (FRA)                | 37.                                    |
| 133                                    | Eugénie Duval (FRA)                    | 60.                                    |
| 134                                    | Emilia Fahlin (SWE) (landevej)         | 18.                                    |
| 135                                    | Lauren Kitchen (AUS)                   | 47.                                    |
| 136                                    | Greta Richioud (FRA)                   | DNF                                    |

| Health Mate-Ladies Team HMT | Health Mate-Ladies Team HMT   | Health Mate-Ladies Team HMT |
| --------------------------- | ----------------------------- | --------------------------- |
| Nr.                         | Rytter                        | Placering                   |
| 141                         | Lara Defour (BEL)             | DNF                         |
| 142                         | Sara Mustonen (SWE)           | 12.                         |
| 143                         | Christina Schweinberger (AUT) | 89.                         |
| 144                         | Kathrin Schweinberger (AUT)   | 97.                         |
| 145                         | Zsófia Szabó (HUN)            | DNF                         |
| 146                         | Kirstie van Haaften (NED)     | DNF                         |

| Hitec Products-Birk Sport HPU | Hitec Products-Birk Sport HPU | Hitec Products-Birk Sport HPU |
| ----------------------------- | ----------------------------- | ----------------------------- |
| Nr.                           | Rytter                        | Placering                     |
| 151                           | Lucy Garner (GBR)             | DNF                           |
| 152                           | Ingvild Gåskjenn (NOR)        | DNF                           |
| 153                           | Vita Heine (NOR) (landevej)   | DNF                           |
| 154                           | Julie Meyer Solvang (NOR)     | DNF                           |
| 155                           | Chanella Stougje (NED)        | DNF                           |
| 156                           | Lonneke Uneken (NED)          | 88.                           |

| Mitchelton-Scott MTS | Mitchelton-Scott MTS  | Mitchelton-Scott MTS |
| -------------------- | --------------------- | -------------------- |
| Nr.                  | Rytter                | Placering            |
| 161                  | Jessica Allen (AUS)   | DNF                  |
| 162                  | Grace Brown (AUS)     | 56.                  |
| 163                  | Gracie Elvin (AUS)    | 33.                  |
| 164                  | Sarah Roy (AUS)       | 38.                  |
| 165                  | Moniek Tenniglo (NED) | 51.                  |
| 166                  | Amanda Spratt (AUS)   | 79.                  |

| Movistar Team MOV | Movistar Team MOV                    | Movistar Team MOV |
| ----------------- | ------------------------------------ | ----------------- |
| Nr.               | Rytter                               | Placering         |
| 171               | Aude Biannic (FRA) (landevej)        | 61.               |
| 172               | Roxane Fournier (FRA)                | 19.               |
| 173               | Alicia González Blanco (ESP)         | 59.               |
| 174               | Sheyla Gutiérrez (ESP)               | 62.               |
| 175               | Małgorzata Jasińska (POL) (landevej) | DNF               |
| 176               | Gloria Rodríguez (ESP)               | DNF               |

| Parkhotel Valkenburg PHV | Parkhotel Valkenburg PHV | Parkhotel Valkenburg PHV |
| ------------------------ | ------------------------ | ------------------------ |
| Nr.                      | Rytter                   | Placering                |
| 181                      | Ann-Sophie Duyck (BEL)   | 93.                      |
| 182                      | Marit Raaijmakers (NED)  | 65.                      |
| 183                      | Nina Buysman (NED)       | 90.                      |
| 184                      | Roxane Knetemann (NED)   | 66.                      |
| 185                      | Demi Vollering (NED)     | 35.                      |
| 186                      | Lorena Wiebes (NED)      | 2.                       |

| Sunweb SUN | Sunweb SUN                    | Sunweb SUN |
| ---------- | ----------------------------- | ---------- |
| Nr.        | Rytter                        | Placering  |
| 191        | Lucinda Brand (NED)           | 69.        |
| 192        | Pernille Mathiesen (DEN)      | DNF        |
| 193        | Leah Kirchmann (CAN)          | 24.        |
| 194        | Floortje Mackaij (NED)        | 53.        |
| 195        | Coryn Rivera (USA) (landevej) | 23.        |
| 196        | Julia Soek (NED)              | DNF        |

| Tibco-Silicon Valley Bank TIB | Tibco-Silicon Valley Bank TIB | Tibco-Silicon Valley Bank TIB |
| ----------------------------- | ----------------------------- | ----------------------------- |
| Nr.                           | Rytter                        | Placering                     |
| 201                           | Brodie Chapman (AUS)          | 82.                           |
| 202                           | Lauren Stephens (USA)         | DNF                           |
| 203                           | Alison Jackson (CAN)          | 25.                           |
| 204                           | Nina Kessler (NED)            | 16.                           |
| 205                           | Kendall Ryan (USA)            | DNF                           |
| 206                           | Rozanne Slik (NED)            | 30.                           |

| Trek-Segafredo TFS | Trek-Segafredo TFS             | Trek-Segafredo TFS |
| ------------------ | ------------------------------ | ------------------ |
| Nr.                | Rytter                         | Placering          |
| 211                | Ellen van Dijk (NED)           | 76.                |
| 212                | Lotta Lepistö (FIN) (landevej) | 15.                |
| 213                | Elisa Longo Borghini (ITA)     | 77.                |
| 214                | Letizia Paternoster (ITA)      | 3.                 |
| 215                | Lauretta Hanson (AUS)          | DNF                |
| 216                | Trixi Worrack (GER)            | 100.               |

| Valcar Cylance VAL | Valcar Cylance VAL              | Valcar Cylance VAL |
| ------------------ | ------------------------------- | ------------------ |
| Nr.                | Rytter                          | Placering          |
| 221                | Elisa Balsamo (ITA)             | 9.                 |
| 222                | Marta Cavalli (ITA) (landevej)  | 10.                |
| 223                | Maria Giulia Confalonieri (ITA) | 27.                |
| 224                | Silvia Pollicini (ITA)          | DNF                |
| 225                | Silvia Persico (ITA)            | 83.                |
| 226                | Ilaria Sanguineti (ITA)         | 101.               |

| WNT-Rotor Pro Cycling WNT | WNT-Rotor Pro Cycling WNT     | WNT-Rotor Pro Cycling WNT |
| ------------------------- | ----------------------------- | ------------------------- |
| Nr.                       | Rytter                        | Placering                 |
| 231                       | Kirsten Wild (NED)            | 1.                        |
| 232                       | Gabrielle Pilote Fortin (CAN) | DNF                       |
| 233                       | Claudia Koster (NED)          | 92.                       |
| 234                       | Sarah Rijkes (AUT)            | 74.                       |
| 235                       | Lara Vieceli (ITA)            | 63.                       |
| 236                       | Lisa Brennauer (GER)          | 73.                       |